# Le Tilleul-Othon
Le Tilleul-Othon település Franciaországban, Eure megyében. Lakosainak száma 363 fő (2018. január 1.).

## Népesség
A település népességének változása:
| Lakosok száma | 293  | 315  | 311  | 295  | 280  | 374  | 371  | 372  | 363  | 363  |
|               | 1968 | 1975 | 1982 | 1990 | 1999 | 2011 | 2013 | 2015 | 2017 | 2018 |